# Sztrichnin
A sztrichnin alkaloidok csoportjába tartozó vegyület, igen erős méreg. Neve a farkasmaszlag nevű növény tudományos nemzetségnevéből (Strychnos) származik.

## Hatása
A sztrichnin erős fiziológiai hatású, rendkívül mérgező alkaloid, a legerősebb mérgek egyike, ezért öngyilkosságra, gyilkosságra, valamint Angliában a sör keserű ízének fokozására is használták.

A méreg bevétele után 30-60 perc múlva húzó érzés jelenik meg a végtagokban, a nyakszirt megmerevedik, a tudat tiszta, az arcon halálfélelem látszik. A kezdeti kisebb, körülírt görcs után az egész testre kiterjedő, heves görcsroham következik be, amely alatt az izmok, főképp a bordaközi izmok összehúzódnak, a légzés megszűnik, az arc elkékül. A hosszan tartó roham fulladást okozhat. A rohamok általában nem tartanak tovább 3-4 percnél.
Mérgezéskor legfontosabb a csend és a nyugalom biztosítása. A rohamok, melyek rángógörcsökkel végződnek, 15-20 percenként ismétlődhetnek, de a 3-4. roham után bekövetkezik a halál és csak igen ritkán visel el az ember 8-10 rohamot. Ha a beteg a rohamon túl van, a gyógyulás néhány nap múlva bekövetkezik.
A sztrichnin ellenszerei közül legmegbízhatóbb a klorálhidrát és a paraldehid.

## Kémiai leírása
Képlete C21H22N2O2. Tisztán színtelen, négyoldalú kis oszlopokból áll. Olvadáspontja 284 °C.
Vízben oldódik, oldata még erősen hígítva is rendkívül keserű. Oldódik kloroformban vagy 90%-os forró borszeszben. Nem oldható abszolút alkoholban vagy éterben. Az egészen tiszta sztrichnin salétromsavban színtelenül oldódik, míg a brucintartalom ilyenkor vörös színű oldatot ad. Koncentrált kénsavval készült színtelen oldata kálium-dikromáttól ibolyaszínű lesz, amiről a sztrichnin könnyen felismerhető. Kálium-hidroxiddal összeolvasztva kinolin és indol képződik belőle. A sztrichnin egysavú bázis és savakkal többnyire jól kristályosodó és vízben könnyen oldódó sókat ad. Ezen sók közül az orvosi gyakorlatban rendszerint a salétromsavas sztrichnint, C21H22N2O2.HNO3, használják.

## Előállítása
A vegyület főleg a farkasmaszlag (Strychnos nux-vomica) és az ignácbab (Strychnos ignatii) magjában található meg, mindkettőben brucin jelenléte mellett.

## Felhasználása
A sztrichnin a 16. században került be Németországba rágcsálók elleni védekezésként. Kis adagban használják a látás, a hallás és a szaglás javításához, ellenszere az altatószerek és a kuráre által okozott mérgezéseknek.
Sportolóknál a sztrichnint megfelelő dózisban az adrenalinszint növelésére, a jobb légzésre és az erőleadás növelésére használják.